# Oud-Grieks altaar

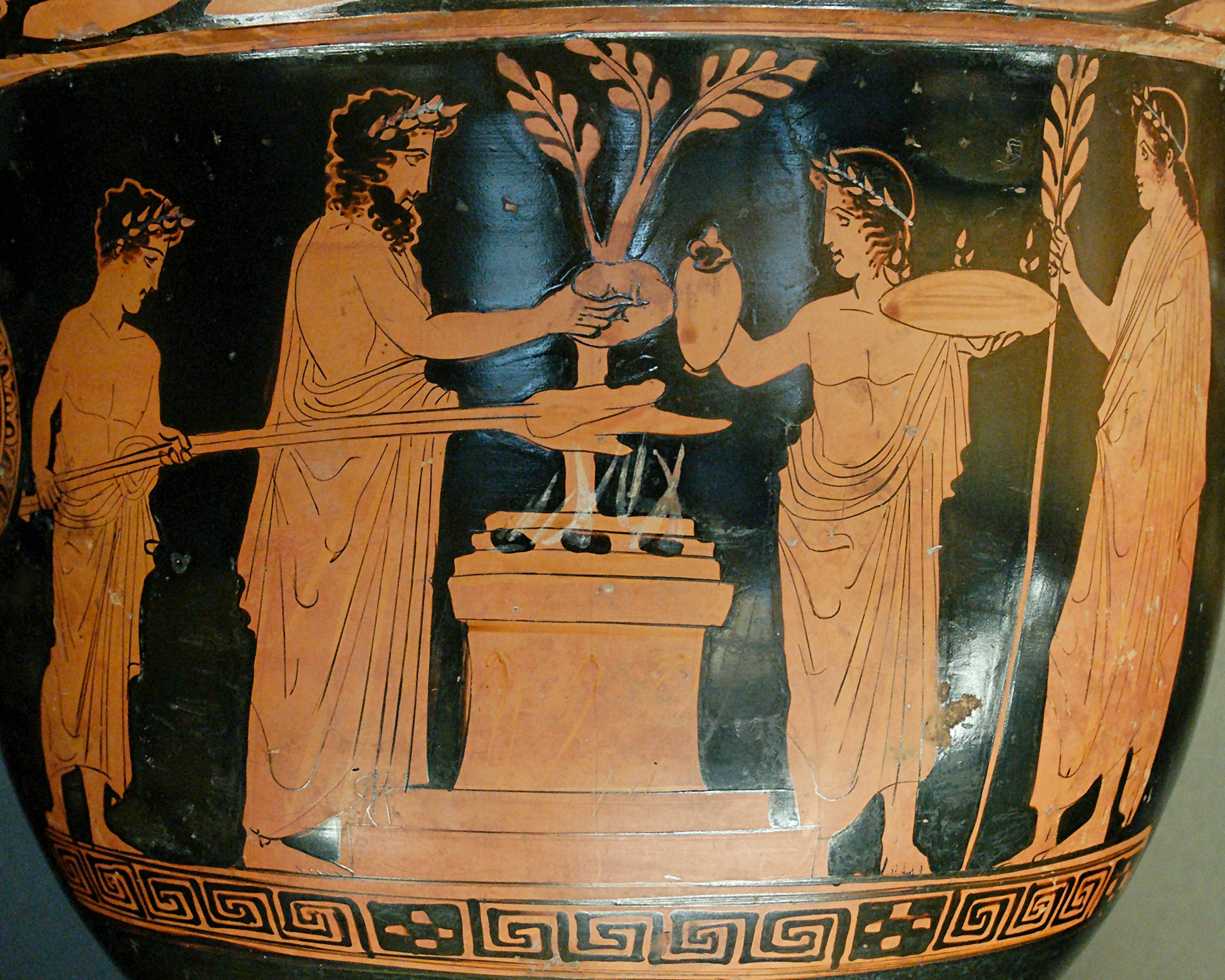
Offerscène op een krater van de schilder van Pothos (430–420 v.Chr., Louvre).

Het oud-Grieks altaar was waarschijnlijk het belangrijkste onderdeel van het Grieks heiligdom. Het was ook hét middel om met de goden in contact te komen, want door te offeren kon men trachten de gunst van de goden te winnen. Dat het altaar in de meeste heiligdommen het oudste onderdeel is, hoeft dan ook niet te verbazen.
De Grieken gebruikten een drietal termen om een altaar aan te duiden, waartussen enig onderscheid valt te maken, zij het niet erg scherp. Zo kent men de bômós (βωμός), dat een altaar voor de hemelse goden was, de eschára (ἐσχάρα), een oventje of haard - soms onder een bômos - voor offers aan heroi en halfgoden, en tot slot de hestía (ἑστία), een huis- of staatsaltaar. Het altaar bevond zich bijna altijd in open lucht en haast nooit in de tempel zelf. De grootte van het altaar hing vaak ook af van de grootte van hetgeen men wenste te offeren aan de godheid. De grootste altaars waren meestal bedoeld voor het offeren van een rund of zelfs een hecatombe, een offer van wel honderd runderen.

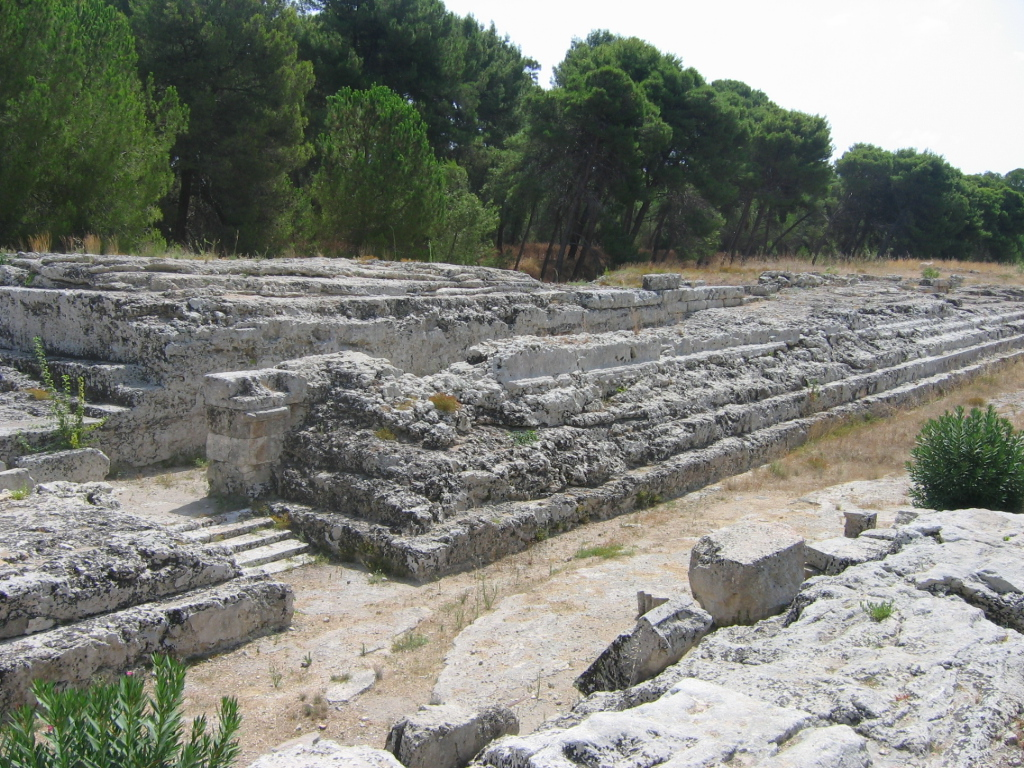
Het altaar van Hiero II in Syracuse.

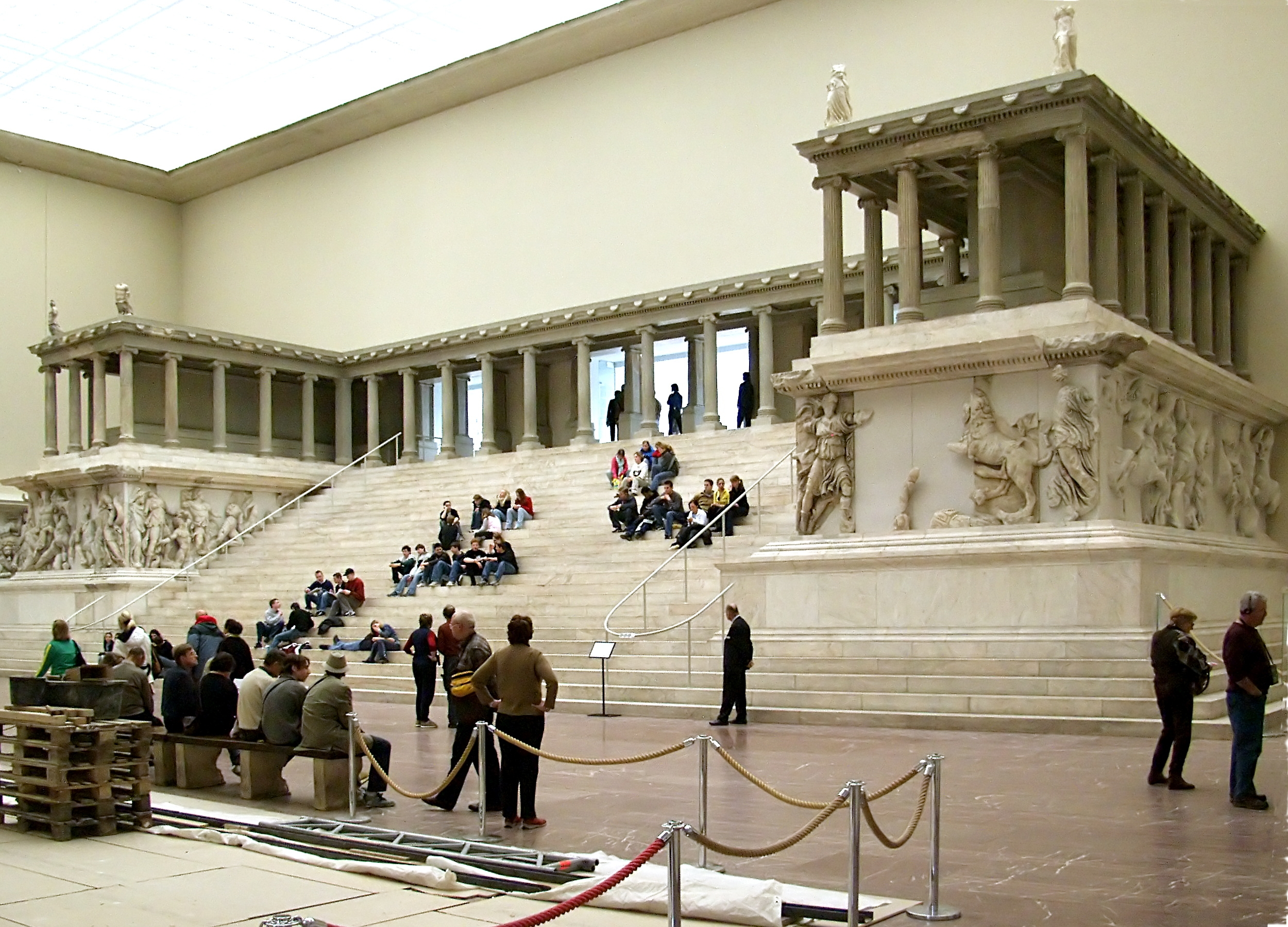
Het beroemde Zeusaltaar van Pergamon (Pergamonmuseum, Berlijn).

In de hellenistische periode zou men ook altaars op monumentale schaal beginnen te bouwen, zoals het beroemde Zeusaltaar van Pergamon. Ook het reusachtige altaar van Hiëro II te Syracuse, waarop runderen werden geofferd, is een mooi voorbeeld van zo'n monumentaal altaar. Dit rond 230 v.Chr. opgerichte altaar had een lengte van wel 200 meter.